# Azrou
Azrou (in berbero: ⴰⵥⵔⵓ, Aẓru, che significa roccia; in arabo أزرو‎?, Azrū) è una città del Marocco, nella provincia di Ifrane, nella regione di Fès-Meknès. La città è situata 89 km a sud di Fès, i suoi abitanti appartengono alle tribù berbere dell'Atlante.